# جامعة دهوك
جامعة دهوك هي من إحدى جامعات العراق التي تقع في محافظة دهوك. تأسست الجامعة في تشرين الأول / أكتوبر 1992 برئاسة الدكتور عصمت محمد خالد.

## تاريخ
كليتي الطب والزراعة كانتا أولى الكليات التي تأسست في هذه الجامعة كان عدد الطلاب فيها 214 طالبا (48 في الطب و 166 في الزراعة) وفتحت أبوابها أمام الطلبة المقبولين الجدد وذلك للعام الدراسي 1992-1993 , بسبب الحصار الاقتصادي للامم المتحدة على العراق والحكومة المركزية العراقية على كردستان توقف تطوير وتقدم هذه الجامعة عندما كانت كردستان تحت حصارين[بحاجة لمصدر]. بعد الاحتلال الأمريكي لبغداد عام 2003 واسقاط النظام العراقي، وجدت الجامعة نفسها في موقف مناسب نحو التقدم والنمو الملحوظ. حيث توسعت وتم إنشاء 14 كلية، وبعض المراكز العلمية. بحلول عام 2010 كان هناك 17 كلية في جامعة دهوك والمعهد العالي للتخطيط.
وبعد تطبيق الإصلاح (ريفورم) في إقليم كردستان في عام 2010، تغير هيكل دهوك إلى نظام الفاكوليات.

## جامعة دهوك حالياً
اليوم، تتكون الجامعة من:
1. 19 كلية مع 67 قسم
2. يدرس فيها حوالي 19,615 طالب وطالبة.
3. لدى الجامعة حوالي 1260 تدريسي
4. لدى الجامعة أكثر من 10 مراكز للاختصاصات المختلفة.

توفر جامعة دهوك لطلابها احتياجاتهم حسب الاستطاعة مثل المختبرات والمكتبات وخدمات الكومبيوتر، وكذلك توفر الاحتياجات الرياضية، وأماكن الإقامة والسكن والأنشطة اللا صفية لجميع الطلاب المسجلين، لنيل طموحهم والتميز في رعاية بيئة تعليمية. تمكنت جامعة دهوك تزويد المحافظة والأقليم بشكل عام كوادر مثقفين متعلمين مختصيين للقطاعين العام والخاص. الجامعة تعتمد أساسا على المساعدات المقدمة من قبل الحكومة في حين تبقى ثابتة حول الحفاظ على وضعها مستقل.
جامعة دهوك عضو في رابطة الأوروبية للتعليم الدولي واتحاد الجامعات العربية والاتحاد الدولي للجامعات.

## مهمة الجامعة
المهمة الأساسية للجامعة هي النهوض والعمل على نشر المعرفة والعلوم إلى الطلبة والباحثين. باعتبارها مؤسسة رائدة في التفوق الأكاديمي ، وجامعة دهوك تطمح إلى تحقيق الأهداف التالية:
- الوصول إلى الشهرة وان تكون لها هويتها الخاصة والمميزة على اسس علمية.
- توفير بيئة تعليمية التي ترعى وتدعم التفوق الأكاديمي والابتكار في جميع كلياتها.
- تزويد وتدريب وتاهيل الطلبة الخريجين ليكونوا قادة المستقبل في خدمة الشعب والوطن.
- توسيع الآفاق العلمية والثقافية في المجتمع لغرض تحسين الأحوال الاقتصادية والرفاه الاجتماعي.

## الكليات
- كلية الطب.
- كلية العلوم السياسية
- كلية علوم الصحية.
- كلية الزراعة.
- كلية العلوم الإنسانية.
- كلية الهندسة.
- كلية الإدارة والاقتصاد.
- كلية العلوم.
- كلية القانون .
- كلية الطب البيطري.
- كلية تربية الأساس – دهوك.
- كلية التربية الرياضية.
- كلية التمريض.
- كلية الصيدلة.
- كلية طب الأسنان.
- كلية العلوم والتربية – عقرة.
- كلية علوم الأرض.